# Libra das Ilhas Malvinas
A libra das Malvinas (em inglês Falkland Islands pound) é a moeda corrente das Ilhas Malvinas (Falkland Islands). A libra das Malvinas está fixada à libra esterlina.